# هرمان فيشر
هرمان فيشر (بالألمانية: Hermann Fischer)‏ هو عسكري ألماني، ولد في 19 فبراير 1894 في أوستهايم في ألمانيا، وتوفي في 12 مارس 1968 في بون في ألمانيا.